# 木曽岬町立図書館
木曽岬町立図書館（きそさきちょうりつとしょかん）は、三重県桑名郡木曽岬町西対海地（にしたいがんじ）にある公立図書館。2018年（平成30年）1月7日に木曽岬町役場教育文化棟の1階に設置された。木曽岬町の特産品・トマトに関する資料を集めたコーナーを持つ。

## 歴史
木曽岬町立図書館の開館する前は、1988年（昭和63年）2月に竣工した、木曽岬町立北部公民館図書室が図書館機能を代行してきた。図書室では「新刊 北部公民館図書室だより」の題名で『広報きそさき』内に新刊案内を毎月連載し、新図書館開館に向けて図書購入を進めていた。2017年（平成29年）9月1日に新図書館への移転準備のために閉室した。ただし閉室後も新聞・雑誌の閲覧と雑誌の貸出業務については、新図書館開館まで継続した。閉室直前の図書室は3冊まで15日間借りることができ、8時30分から17時まで開室していた。閉室後の図書室は図書館機能はなくなるものの、生涯学習活動に利用できる施設に転用される予定である。
木曽岬町では役場庁舎が老朽化し、耐震性に問題があったため、2011年（平成23年）より新庁舎建設を検討し、図書館やホールも併設することを決定した。2014年（平成26年）6月に実施されたパブリックコメントでは教育文化棟は不要とする意見が2件寄せられたが、「社会教育関係者の方々からの強い要望があり、建設委員会で議論を重ねた施設」であるとして計画続行の姿勢を示した。2015年（平成27年）6月26日には第1回木曽岬町図書館活性化委員会が開かれ、図書館設置に向けた準備が進められた。
2016年（平成28年）12月に役場の旧庁舎が解体され、その跡地に教育文化棟を2017年（平成29年）1月に着工、同年12月24日に竣工し、内部が公開された。当日は教育文化棟内に整備されたばかりの町民ホールで竣工記念式典が開かれ、木曽岬町長の加藤隆や三重県知事の鈴木英敬ら170人が出席した。また図書館の利用カード発行の先行受付も実施された。
一般の利用開始は年が明けた2018年（平成30年）1月7日となった。開館記念として木曽岬町民からおすすめの本を募り、それをまとめた冊子『わたしのオススメするこの一冊』が作成・配布された。北部公民館図書室から木曽岬町立図書館への移転により、蔵書数の増加が予定されている。

## 利用案内
北部公民館図書室を移転・拡充して開館した図書館であるが、北部公民館図書室時代の利用カードは使用できず、新規に利用登録が必要である。
- 貸出制限：木曽岬町・桑名市・愛知県弥富市に居住・在勤する者
- 貸出可能点数：5冊
- 貸出可能期間：2週間
- 返却場所：カウンター、ブックポスト
- 開館時間
  - 火〜木：10時から18時まで
  - 金：12時から20時まで
  - 土・日・祝日：9時から17時まで
- 休館日：月曜日（祝日の場合は翌日）、毎月最終木曜日、年末年始、特別整理期間
- 予約、リクエスト、レファレンスサービス、複写、パーソナルコンピュータの利用が可能。

## 特色

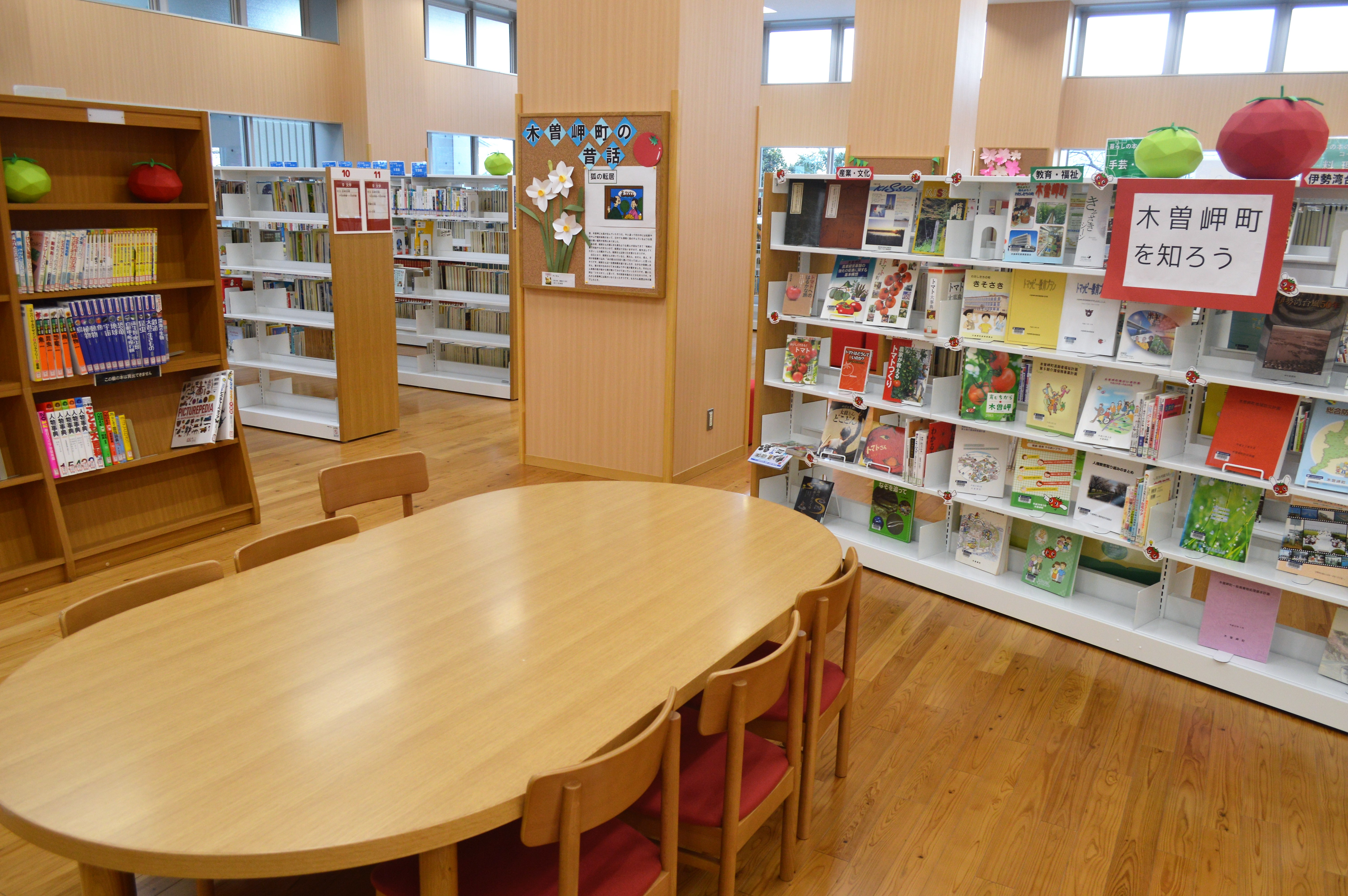
トマト資料コーナー

### 教育文化棟の構造
図書館は木曽岬町役場教育文化棟の1階にある。教育文化棟は鉄筋コンクリート構造3階建ての建築物で、延床面積は1,550平方メートルである。三重県産の木材を多く用い、図書館部分の天井高は約4mとったことから、温かみと開放感のある空間となっている。

### 館内の資料
館内には木曽岬町に大きな被害をもたらした伊勢湾台風に関する資料、木曽岬町の特産品であるトマトに関する資料を集めたコーナーがある。

### 宿題の支援
開館したばかりの2018年（平成30年）1月より、住民が組織した木曽岬こども未来塾が、木曽岬町立図書館を会場に月2・3回のペースで中学生向けの学習支援事業を行っている。対象教科は英語と数学で、元中学校教員らボランティアが中学生らを支援する。同年3月までは試行的実施であったが、4月より本格実施となった。